# وحدة حرية اشتراكية
وحدة، حرية، اشتراكية هو شعار بعثي ومبدأ أساسي ارتبط بـحزب البعث العربي الاشتراكي. خدم الشعار كشعار وطني لـسوريا إبان حكم حزب البعث من عام 1963 إلى 2024 والعراق إبان حكم حزب البعث من عام 1968 إلى 1991. يعبر الشعار عن المبادئ الأساسية لحزب البعث، ويعكس عقيدته الثورية والاشتراكية العربية والقومية العربية.

## التاريخ
صاغ الشعار ميشيل عفلق، الذي آمن بضرورة تحول ثوري في المجتمع العربي نحو أهداف الوحدة والحرية والاشتراكية. وقفت "الوحدة" من أجل إنشاء أمة عربية موحدة وقوية ومستقلة. لم تعنِ "الحرية" الديمقراطية الليبرالية، بل التحرر من القمع الاستعماري وحرية التعبير والفكر. من ناحية أخرى، لم تعنِ "الاشتراكية" الاشتراكية كما تُعرّف في العالم الغربي، بل شكلًا فريدًا من الاشتراكية العربية. اعتقد عفلق أن حزب البعث سيحكم ويقود الشعب كـحزب طليعي خلال فترة انتقالية دون استشارة الشعب. وفقًا للفكر البعثي، نشأت الاشتراكية تحت حكم النبي الإسلامي محمد.
تبنت كل من سوريا والعراق تحت الحكم البعثي نسخة من علم التحرير العربي كعلم وطني لهما، يضم ثلاثة نجوم خضراء تمثل الدعائم الأساسية الثلاث للبعثية: الوحدة والحرية والاشتراكية. استُخدم شعار الوحدة والحرية والاشتراكية أيضًا خلال انقلاب 1969 في ليبيا الذي قاده العقيد معمر القذافي.

## المعنى

### الوحدة
رأى حزب البعث أن إنشاء أمة عربية واحدة هو أساس منهجية العمل. رفض الأحزاب القومية داخل الدول العربية الفردية، واعتبر أنها سلبية ومحدودة وغير مجدية في النهاية. كما عارض الإمبريالية بجميع أشكالها، بما في ذلك الصهيونية، وندد بالتمييز العرقي والإثني. دعا البعثيون أيضًا إلى دولة علمانية حيث يتم فصل الدين عن الدولة، وتعزيز التسامح الديني مع السماح للحياة والقيم الدينية بالازدهار.

### الحرية
فُهمت الحرية على أنها تحرير الوطن العربي من الاستعمار الغربي ومن الاستعمار الجديد غير المباشر. عرّف عفلق الحرية بأنها "الحرية من الخارج، ضد الأجنبي، الإمبريالي؛ والحرية في الداخل، تجاه الحكام القمعيين". بينما يفسر بعض العلماء هذا على أنه مجرد استقلال عن الهيمنة الخارجية، كانت مبادئ البعثية أوسع وشددت على أن الحزب "يؤمن بحرية التعبير وحرية التجمع وحرية العبادة والفن كأمور مقدسة؛ لا يمكن لأي حكومة أن تنتقص منها".

### الاشتراكية
رفض كل من ميشيل عفلق وصلاح البيطار التفسير الشيوعي لـالاشتراكية، واعتبراه "غير مناسب للعرب". جادلوا بأن الاشتراكية العربية تمتد إلى ما وراء الاحتياجات المادية الأساسية، مثل الغذاء والمأوى والملبس، مؤكدين على تحرير الإمكانات والإبداع البشري. جادل البعثيون بأن هذه الأهداف سيتم تحقيقها عن طريق الثورة.

## ترتيب الأهمية
اختلف الآباء المؤسسون للفكر البعثي مع بعضهم البعض حول أهمية كل مكون من المكونات الثلاثة للشعار. بينما وضع زكي الأرسوزي الحرية في المقام الأول، جادل ميشيل عفلق بأن الثلاثة جميعها مهمة، لكن الوحدة لها "أولوية ووزن أخلاقي أكبر ولا يمكن لصفوف البعث تجاهل هذه الحقيقة". كان الترتيب الذي اقترحه عفلق هو الذي سار قدمًا.

## الانتقادات
بعد سقوط نظام الأسد في سوريا، قال سامي مبيض، مؤرخ وكاتب مقيم في دمشق، إن فرعي حزب البعث العراقي والسوري فشلا في الارتقاء إلى شعارهما المتمثل في "الوحدة والحرية والاشتراكية". لاحظ قائلاً: "لم تكن هناك وحدة أبدًا، ناهيك عن الحرية. لقد بلغت اشتراكيتهم مستوى تأميمات كارثية".